# ترپ‌رین لا

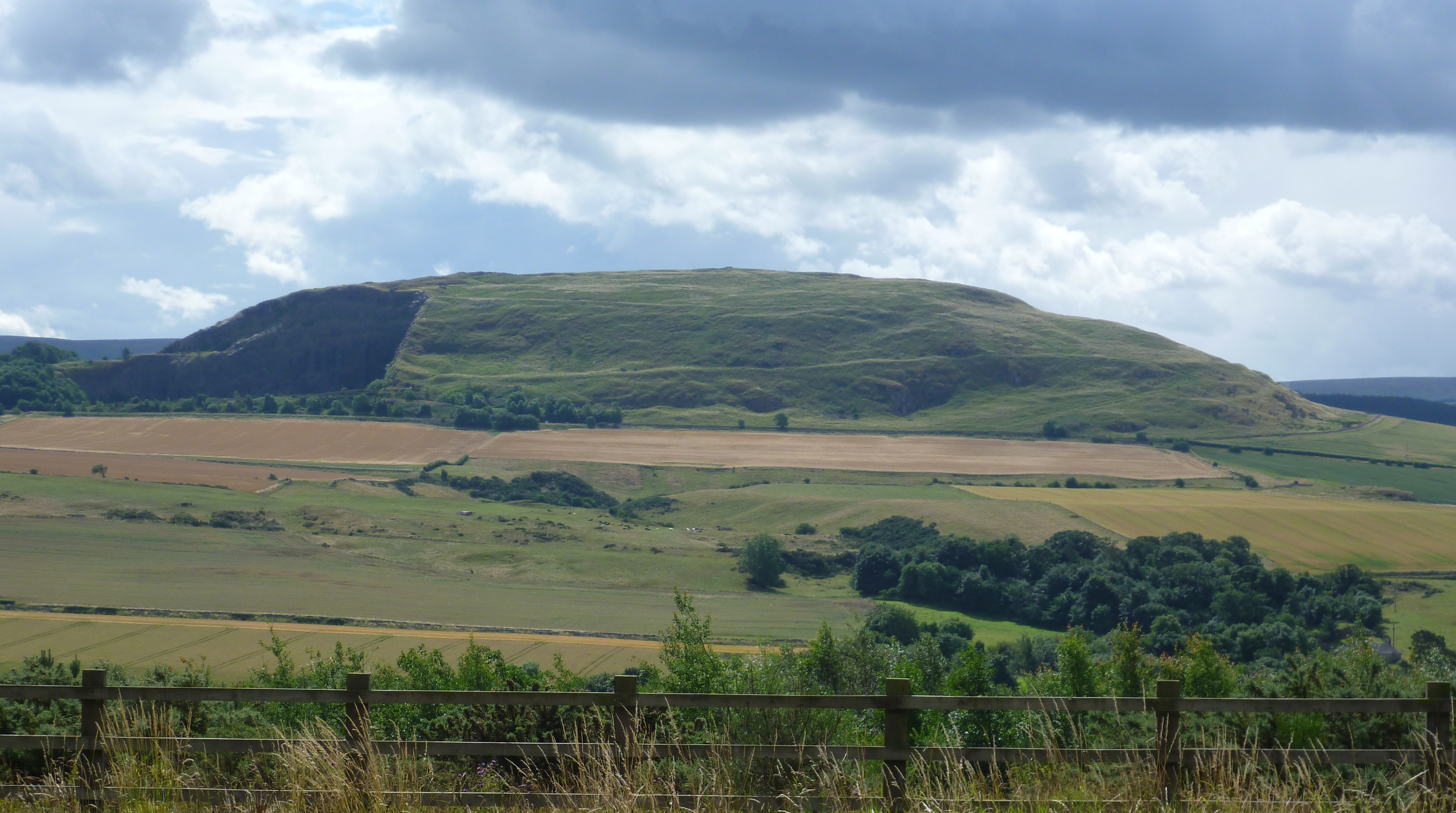
دید شمالی

تِرَپ‌ْرِیْنْ لا (انگلیسی: Traprain Law) تپه‌ای به ارتفاع ۲۲۱ متر است که در ۶ کیلومتر شرق هدینگتون، لوتیان شرقی در اسکاتلند قرار دارد. این تپه محوطهٔ یک تپه‌قلعه است که در اوج خود حدود ۴۰ هکتار وسعت داشت. معلوم نیست که این تپه‌قله سکونت‌گاه دائمی بوده یا برای ملاقات‌های فصلی به کار می‌رفته.